# Papadahandi
Papadahandi es una ciudad censal situada en el distrito de Nabarangapur en el estado de Odisha (India). Su población es de 9390 habitantes (2011). Se encuentra a 403 km de Bhubaneswar. 

## Demografía
Según el censo de 2011 la población de Papadahandi era de 9390 habitantes, de los cuales 4522 eran hombres y 4868 eran mujeres. Papadahandi tiene una tasa media de alfabetización del 63,08%, inferior a la media estatal del 72,87%: la alfabetización masculina es del 70,79%, y la alfabetización femenina del 55,92%.